# 仲姫命
仲姫命（なかつひめのみこと、生没年不詳）は、応神天皇の皇后。『古事記』は中日売命に作る。品陀真若王（五百城入彦皇子の王子、景行天皇の孫王）の王女で、母は金田屋野姫命（建稲種命の女）。応神天皇との間に仁徳天皇を儲ける。仲津姫命とも。ちなみに同母姉の高城入姫命や同母妹の弟姫命も応神天皇の妃となっている。
応神天皇2年2月3日、応神天皇の皇后に立后された。仁徳天皇元年1月3日、仁徳天皇の即位と同日に皇太后となった。

## 系譜
- 父：品陀真若王
- 母：金田屋野姫命
- 同母姉妹：高城入姫命・弟姫命
- 夫：応神天皇
  - 子：荒田皇女・仁徳天皇・根鳥皇子

## 陵・霊廟・その他
陵（みささぎ）は、宮内庁により大阪府藤井寺市沢田にある仲津山陵（なかつやまのみささぎ）に治定されている。宮内庁上の形式は前方後円。遺跡名は「仲ツ山古墳（仲津山古墳）」で、墳丘長約290メートルの前方後円墳である。

応神天皇が八幡神として観想されると、その皇后である事から八幡三神中の比売神に充てられ、その神霊を祀る八幡宮も各地に鎮座する。

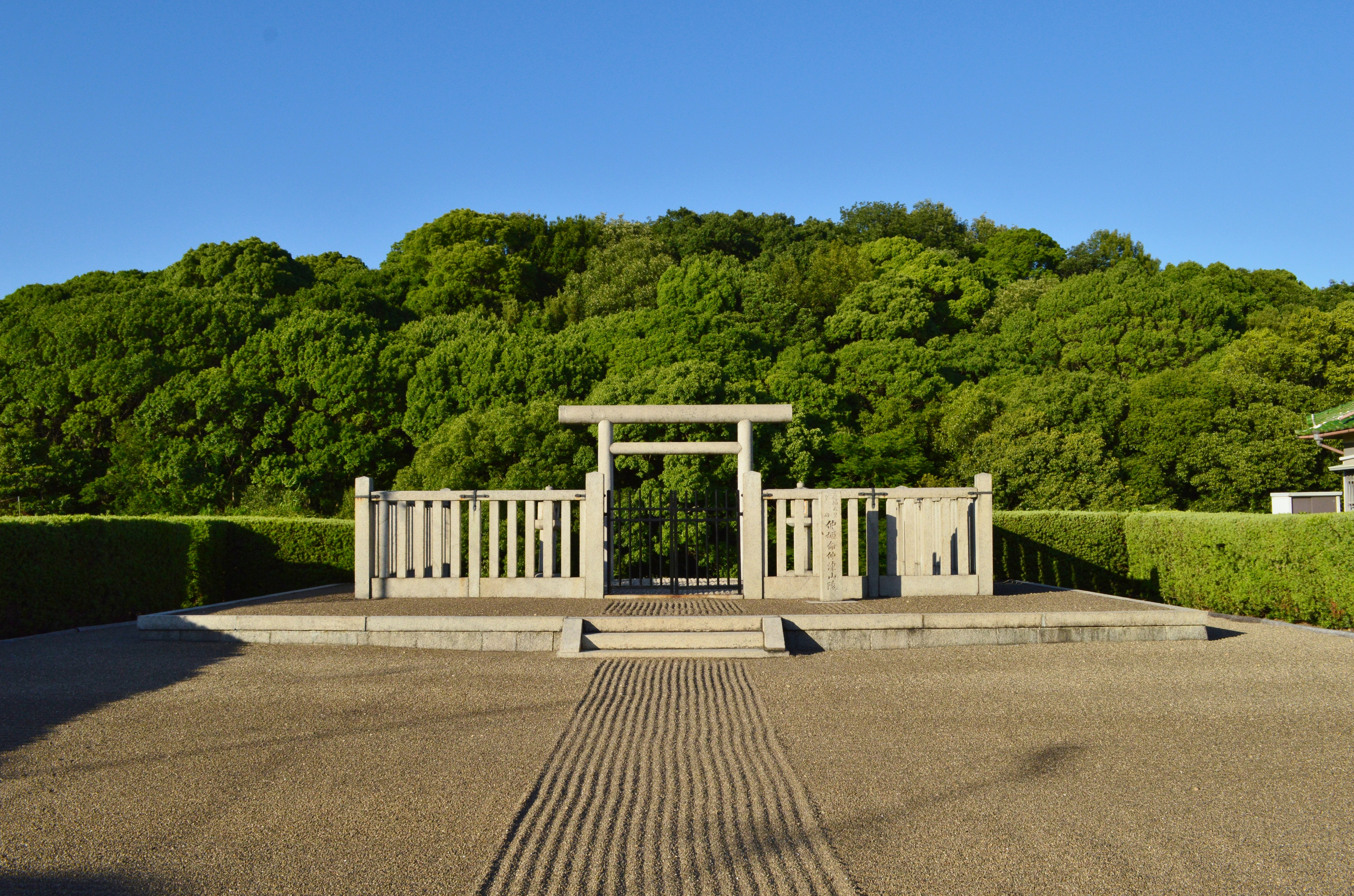
仲姫命 仲津山陵
（大阪府藤井寺市）